# Aimé Paine
Pour les articles homonymes, voir Paine.
 (janvier 2018).
Si vous disposez d'ouvrages ou d'articles de référence ou si vous connaissez des sites web de qualité traitant du thème abordé ici, merci de compléter l'article en donnant les références utiles à sa vérifiabilité et en les liant à la section « Notes et références ».
Aimé Painé (Ingeniero Luis A. Huergo (es), Argentine, 23 août 1943 - Asunción, Paraguay, 10 septembre 1987) est le nom de scène d'Olga Elisa Painé, chanteuse argentine d'origine mapuche et  tehuelche, qui s'est consacrée à la préservation et à la diffusion de la musique traditionnelle de son village. 
Elle serait la petite-fille d'un grand cacique tehuelche de la tribu des Ranqueles, le lonco (chef de la communauté) Painé Ngürü, mais aucune source fiable n'accrédite cette information. En raison de lois racistes l'empêchant d'utiliser un nom mapuche, elle dut prendre le nom d'Olga Elisa, puis elle utilisa ensuite son nom réel, celui d'Aimé, qui signifie en mapuche « coucher de soleil rouge ».

## Biographie
D'après sa biographe, la journaliste Cristina Rafanelli, la mère d'Aimé Painé, fille de Tehuelches, a abandonné son époux mapuche - Segundo Painé - et tous ses fils. À trois ans, Aimé est séparée de sa communauté car son père ne travaillait pas assez pour pouvoir élever tous ses enfants. Elle est alors envoyée dans un orphelinat-collège de religieuses, l'Instituto Unzué (es) à Mar del Plata, une ville très éloignée de son terroir, de sa culture et de ses origines. Elle est intégrée au chœur de chant grégorien de l'institut. L'avocat et auteur de théâtre Héctor Llan de Rosos et son épouse, qui cherchent alors à adopter, choisissent Aimé parmi tous les enfants, après l'avoir entendue chanter. Rêvant depuis toujours d'être chanteuse et possédant de réelles aptitudes musicales, elle étudie avec des professeurs privés : la guitare avec Roberto Lara, le chant avec Blanche Peralta et Nina Kabanciwa. 
Aimé raconte toujours qu'elle était très excitée et attendait avec beaucoup d'impatience les fêtes de la Semaine sainte et du Corpus Christi car c'était pour elle l'occasion d'interpréter les chants grégoriens que les religieuses lui enseignaient. Enfant, elle se rend compte que ces chants et ces tonalités ressemblent beaucoup au Taiel (es), un air mapuche qu'une vieille paysanne (elle ne connut jamais ses propres grand-mères), nommée Domitila, interprétait en mapudungun, la langue mapuche. Dans une interview, Aimé explique que le Taiel est un chant dépouillé, libre et naturel comme un chant religieux : c'est chanter la vie.
À 29 ans, en 1973, elle intègre le Chœur polyphonique national et découvre ce que la musique signifie vraiment pour elle - précisément lors d'une rencontre internationale de chœurs à Mar del Plata. Chaque pays avait préparé au moins une œuvre de musique indigène ou folklorique - sauf le chœur argentin. Pour elle ce fut un choc, elle se sentit humiliée d'appartenir à un pays qui niait ses racines. Cet événement la pousse vers le sud où elle s'imprègne de la spiritualité de ses ancêtres. Aimé Painé découvre que la musique mapuche a une véritable dimension spirituelle, que sa musique vient de l'expérience du chant solitaire dans lequel elle retrouve sa terre natale.
Rafanelli indique l'importance d'Aimé Painé comme première femme mapuche à partir en tournée pour chanter dans sa langue avec l'habit traditionnel et en expliquant sa culture.
Aimé Painé a adapté ses chansons mapuches avec des influences régionales, mais en utilisant toujours les instruments traditionnels : la guimbarde, le kultrun, les cascahuillas et parfois la trutruca et le kull kull. Chacune des paroles de ses chansons raconte une histoire de Mapuches-Tehuelches : « J'ai saisi la liberté et la mission de lutte qu'implique la liberté, connaître la culture de son peuple c'est se connaître sois-même », disait-elle.
Certaines des paroles de ses chansons sont des prières :
C'est beau quand il vient

Le vent des terres de la cordillère.

Vient le vent de l'Ouest

Le vent du Sud

Le vent de l'Est

Le vent du Nord

Son passage amène (contre les montagnes) le pâturage !

Pierres entassées.
Aujourd'hui des bibliothèques, des écoles, des chœurs, quelques rues de la Province de Rio Negro ainsi qu'une rue de Puerto Madero à Buenos Aires rendent hommage à cette femme qui a porté la culture mapuche partout dans le monde. Son portrait est présent dans le Salon de la femme à la Casa Rosada (siège de la Présidence de la Nation d'Argentine). Le DJ et producteur argentin Facundo Mohrr a composé le thème Aimé Painé en hommage à cette artiste ; thème remixé à son tour par son compatriote Gerardo Boscarino.
Elle est enterrée dans sa ville natale aux côtés de son père, Segungo Painé, mort après sa fille décédée à l'âge de 44 ans.